# Scrupocellaria nanshaensis
Scrupocellaria nanshaensis är en mossdjursart som beskrevs av Liu 1991. Scrupocellaria nanshaensis ingår i släktet Scrupocellaria och familjen Candidae. Inga underarter finns listade i Catalogue of Life.